# Shenbei

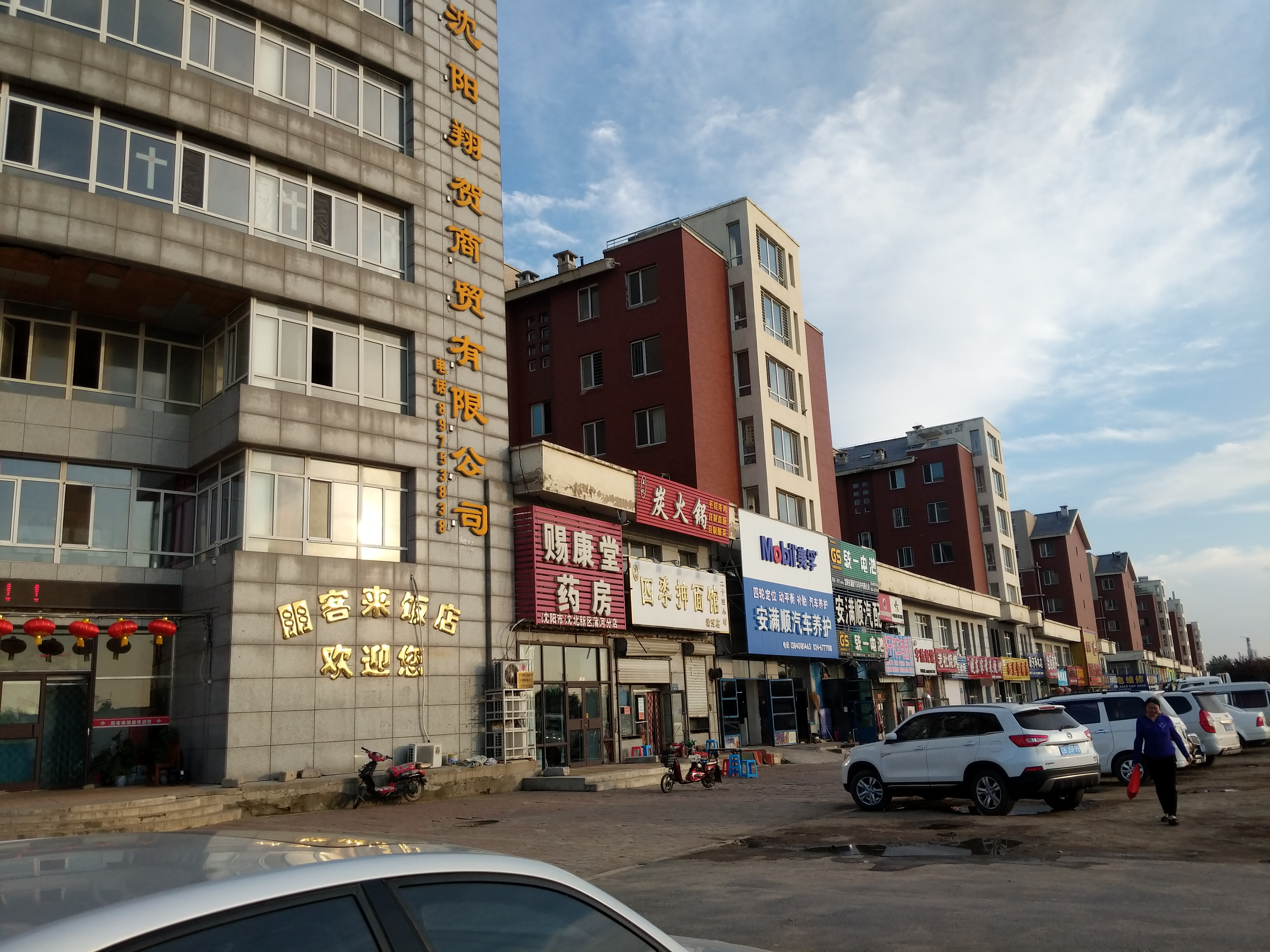
Shenbei (2019)

Der neue Stadtbezirk Shenbei (chinesisch 沈北新区, Pinyin Shěnběi Xīnqū), englisch Shenbei New District, ist ein Stadtbezirk der Unterprovinzstadt Shenyang im Norden der chinesischen Provinz Liaoning, im Süden der Mandschurei.
Shenbei hat eine Fläche von 814 km² und zählt 619.375 Einwohner (Stand: Zensus 2020). Nach Qapqal hat Shenbei chinaweit den zweithöchsten Bevölkerungsanteil von Xibe, einer ethnischen Minderheit, die eng mit den Manju verwandt ist.

## Administrative Gliederung
Auf Gemeindeebene setzt sich Shenbei aus 14 Straßenvierteln, einem Staatsforst, drei Staatsfarmen, einer Modellfarm und einer Zuchtviehstation zusammen. Diese sind:
| Straßenviertel Xinchengzi (新城子街道), Regierungssitz des Stadtbezirks; Straßenviertel Cailuo (财落街道); Straßenviertel Daoyi (道义街道); Straßenviertel Huangjia (黄家街道); Straßenviertel Huishan (辉山街道); Straßenviertel Hushitai (虎石台街道); Straßenviertel Magang (马刚街道); Straßenviertel Qingquan (清泉街道); Straßenviertel Qingshuitai (清水台街道); Straßenviertel Shenbei (沈北街道); | Straßenviertel Shifosi (石佛寺街道); Straßenviertel Wangbin (望滨街道); Straßenviertel Xinglongtai (兴隆台街道); Straßenviertel Yinjia (尹家街道); Staatsforst Magang (马刚林场); Staatsfarm Qianjin (前进农场); Staatsfarm Qingnian (青年农场); Staatsfarm Yuxin (育新农场); Modellfarm Shenbei Xinqu (沈北新区示范农场); Staatliche Zuchtviehstation Shenbei Xinqu (沈北新区种畜场); |

Am 29. Dezember 2010 waren die letzten Großgemeinden, Gemeinden und Nationalitätengemeinden Shenbeis in Straßenviertel umgewandelt worden. Dies brachte auch die Auflösung der „Gemeinde Shifosi der Koreaner und Xibe“ (石佛寺朝鲜族锡伯族乡), der „Gemeinde Huangjia der Xibe“ (黄家锡伯族乡) und der „Großgemeinde Xinglongtai der Xibe“ (兴隆台锡伯族镇) mit sich, die damit ihren Sonderstatus formal verloren. Die Privilegien (besondere Förderung), die die ethnische Zuordnung mit sich gebracht hatte, blieben aber erhalten.

## Wirtschaft
Die aktive Entwicklung des Wirtschaftsstandorts begann 2006 mit dem Beschluss der Stadtregierung, den neuen Stadtbezirk Shenbei zu schaffen. Nach den großen Wirtschaftsregionen Shenzhen und Pudong (Shanghai) wird nun Shenbei von der Regierung in Peking aktiv mit einem Programm namens „Revitalize North East China“ als neue Wirtschaftszone gefördert. Es ist ein nationales Programm, das neue Industrien in einem ökologisch vorbildlichen Umfeld ansiedeln soll. Die Stadtregierung von Shenyang rechnet damit, dass der neue Stadtbezirk Shenbei in spätestens zehn Jahren eine Million Einwohner und eine vollständig entwickelte Wirtschaft aufweisen wird.
Der Stadtbezirk wurde laut Angaben der Planer nach modernen ökologischen Kriterien entwickelt und weist neben Wirtschaftsräumen zahlreiche Parks und Naherholungsgebiete auf. Dazu gehören der Fluss Liao He sowie die Huishan-Wälder. 40 Prozent der gesamten Fläche sind grün, weitere acht Prozent der Fläche sind durch Gewässer bedeckt.
In den letzten Jahren hat sich rund um Shenyang/Shenbei ein für die Wirtschaft bedeutendes Industriecluster entwickelt, das Raum für das Ansiedeln weiterer Unternehmen bietet. Bislang haben rund 4.000 Firmen ihren Sitz im neuen Stadtbezirk Shenbei.
Die Schwerindustrie, die seit 1920 im Großraum Shenyang vertreten war, ist in den letzten Jahren der Software-, Automobil- und Elektroindustrie gewichen. Die sieben Städte Fuxin, Tieling, Fushun, Liaoyang, Anshan, Benxi und Yingkou bilden zusammen mit Shenyang und dessen neuem Stadtbezirk Shenbei das Zentrum der neuen Wirtschaftszone.

## In Shenbei angesiedelte Industrien
- Agrartechnologie
- Photoelektronik und verarbeitende Industrie
- Zulieferindustrie für die Automobilbranche
- Umweltschutz
- Dienstleistungen

## Infrastruktur
StraßenDie Shenyang-Autobahn verbindet die Region mit den großen Autobahnen des Landes.
BahnShenyang befindet sich an der Bahnlinie Peking–Harbin, die Hochgeschwindigkeitstrasse Shenyang – Peking wird Ende 2010 fertig und halbiert die Reisezeit in die Hauptstadt Peking auf zweieinhalb Stunden.
FlugverkehrDer internationale Flughafen Shenyang Taoxian ist in einer halben Stunde Autofahrt erreichbar, wickelt sechs Millionen Passagiere im Jahr ab und offeriert 100 Verbindungen.
NahverkehrDie Linien 2 und 4 der Shenyanger Metro führen direkt in den neuen Stadtbezirk Shenbei. Innerhalb der Wirtschaftszone verkehren vielfältige Busrouten.
HäfenIn 100 Kilometern Entfernung befindet sich der Hafen Yingkou, der Überseehafen von Dalian ist zirka 300 Kilometer entfernt.

## Bildung
Im „Universitätsviertel“ (大学城) haben sechs Shenyanger Universitäten für 50.000 Studenten Campusse eingerichtet, in deren Bildungseinrichtungen diverse Forschungsmöglichkeiten angeboten werden.
Die Medizinische Universität Chinas in Shenyang ist eine seit 1931 etablierte Fach-Universität mit über 8.000 Studenten. Auf einer Campusfläche von mehr als 1,9 Millionen Quadratmetern werden alle medizinischen Fakultäten angeboten. Die Medizinische Universität Chinas ist mit 25 Partneruniversitäten in den USA, Kanada, Frankreich, Japan und Korea verbunden.